# Kristijan Naumowski
Kristijan Naumowski (mac. Кристијан Наумовски; ur. 17 września 1988 w Skopju) – macedoński piłkarz grający na pozycji bramkarza. Od 2015 jest zawodnikiem klubu Hong Kong Pegasus.

## Kariera piłkarska

### Kariera juniorska
Całą karierę juniorską spędził w FK Skopje, gdzie grał od 1998 do 2008.

### Kariera profesjonalna
Naumowski profesjonalną karierę zaczynał w klubie Rabotniczki Skopje, z którego latem 2010 roku przeniósł się do rumuńskiego Dinama Bukareszt. W 2014 przeszedł do Lewskiego Sofia, a w 2015 wrócił do Dinama. Następnie został zawodnikiem Hong Kong Pegasus.

## Kariera reprezentacyjna
W reprezentacji Macedonii zadebiutował 14 listopada 2009 roku w towarzyskim meczu z Kanadą. Na boisku pojawił się w 85 minucie meczu.
| Mecze i gole w reprezentacji | Mecze i gole w reprezentacji | Mecze i gole w reprezentacji | Mecze i gole w reprezentacji | Mecze i gole w reprezentacji | Mecze i gole w reprezentacji | Mecze i gole w reprezentacji |
| #                            | Data                         | Stadion                      | Rywal                        | Wynik                        | Gol                          | Rozgrywki                    |
| 2009                         | 2009                         | 2009                         | 2009                         | 2009                         | 2009                         | 2009                         |
| ---------------------------- | ---------------------------- | ---------------------------- | ---------------------------- | ---------------------------- | ---------------------------- | ---------------------------- |
| 1.                           | 14.11.2009                   | Strumica, Macedonia          | Kanada                       | 3:0                          | 0                            | towarzyski                   |
| 2012                         |                              |                              |                              |                              |                              |                              |
| 2.                           | 14.12.2012                   | Antalya, Turcja              | Polska                       | 1:4                          | 0                            | towarzyski                   |
| 2013                         |                              |                              |                              |                              |                              |                              |
| 3.                           | 03.06.2013                   | Malmö, Szwecja               | Szwecja                      | 0:1                          | 0                            | towarzyski                   |

## Sukcesy
Rabotnicki
- Puchar Macedonii: 2009

Dinamo
- Puchar Rumunii: 2012
- Superpuchar Rumunii: 2012